# MRNA (2'-O-metiladenosina-N6-)-metiltransferasi
La mRNA (2'-O-metiladenosina-N6-)-metiltransferasi è un enzima appartenente alla classe delle transferasi, che catalizza la seguente reazione:
S-adenosil-L-metionina + m7G(5′)pppAm ⇄ S-adenosil-L-omocisteina + m7G(5′)pppm6Am (mRNA contenente un cappuccio N6,2′-O-dimetiladenosinico)